# 明石 (防護巡洋艦)
明石（あかし）は、日本海軍の防護巡洋艦。
「須磨」の姉妹艦になる。
艦名は名所の名前で、明石は播磨国明石郡の都の地。
ここには古来から須磨・明石と並び称された景勝地「明石の浦」がある。

## 計画
1893年 (明治26年) 3月15日、明治26年度から乙号巡洋艦 (後の「須磨」)と同型の巡洋艦を横須賀で製造する計画があるため、その製造費予算と竣工期限、改造意見があれば提出するよう、横須賀鎮守府宛てに訓令が出された。
同年4月7日に製造費予算、竣工期限と改造意見が提出され、
5月9日に47mm速射砲2門増の意見を除いて認許、製造が指令された。
製造予算は船体部545,000円、機関部458,000円、備品費29,800円、進水式費2,000円の計1,034,800円、日程は起工まで1年2カ月、進水まで2年3カ月、竣工まで1年8カ月の計5年1カ月を予定した。

## 艦型
須磨 (防護巡洋艦)#艦型も参照。
「須磨」から2年遅れて建造されたため、多少の改良がされている。
主な変更点は以下の通り。
| 要目                    | 須磨   | 明石  |
| ----------------------- | ------ | ----- |
| 垂線間長 (m)            | 93.500 | 90.00 |
| 最大幅 (m)              | 12.200 | 12.70 |
| 平均吃水 (m)            | 4.700  | 4.80  |
| 排水量 (英トン)         | 2,700  | 2,800 |
| 強圧通風時速力 (ノット) | 20     | 19.5  |
| 自然通風時速力 (ノット) | 17.5   | 17.5* |

*変更無し

### 船体
速力を落としたために「須磨」より船体の長さを短くした。
弾薬数増加のために排水量を増やし、船体の幅を広げた。
深さは若干深くした。
また舷側に船首楼から船尾楼までの通路が設けられた。

### マスト
マストは「須磨」が戦闘檣 (ミリタリー・マスト) だったところ、木製の単檣 (ポール・マスト)に変更した。
マスト上は船体より揺れが大きくなって戦闘檣に装備の機関砲は照準が難しくなること、高いマストは敵に発見される確率があがること、英海軍では廃止の方向であること、が変更の理由だった。

### 機関
主機は「須磨」と同じ直立3気筒3段レシプロ2基
であるが、より堅牢な構造とした。
気筒の直径は高圧筒32.3 in (820 mm)、中圧筒48.8 in (1,240 mm)、低圧筒74.8 in (1,900 mm)、行程は29.52 in (750 mm) (行程のみ変更) 。
艦首側から高圧、中圧、低圧の順に設置された。
ボイラーはロコモティブ型からシングルエンド (片面) 型に変更、
円缶9基となった。
(「須磨」は低円缶8基、補助缶 1基)。
蒸気圧力は150 psi (11 kg/cm2)。
強圧通風の能力が下げられ、
主機の回転数160rpm、出力8,000馬力となり (「須磨」は170rpm、8,500馬力) 、
速力は19.5ノットに低下した。
ただし通常航行時に使用する自然通風では「須磨」と同じ17.5ノットを確保した。

### 兵装
- 安式15センチ速射砲 2門[26]
- 40口径安式12センチ速射砲[27] 6門[26]
- 3ポンド速射砲 10門[3]
- 2.5ポンド速射砲 2門[3]
- 1908年時:重47ミリ砲 10門、軽47ミリ砲 2門[28]
- 14インチ[3]カネー式ラック付発射管[29] 2門[3]
- 探照灯 3基[3]

砲熕兵装は「須磨」と同一であるが、15センチ砲、12センチ砲の弾薬を160発/門に増加した (「須磨」は1門当たり130発、空砲20発) 。
47mm速射砲2門を増備することが提案されたが、却下された。
「須磨」で戦闘檣に装備されていた機関砲は、「明石」では甲板上に装備が計画された。
しかし機関砲 (8mm5連諾典砲4基) の装備に適した位置が甲板上に無く、
建造中 (1899年2月9日付) に装備の中止が決定した。
魚雷発射管は「須磨」と同様の後部中甲板の隔壁16番と25番の間に設置が計画された。
1895年 (明治28年) に「須磨」と同様に装備位置が変更された。
魚雷は以下が搭載された。
- 1901年時:保式14インチ魚雷[29]
- 1911年時:三〇式魚雷[35]

### その他
小蒸気艇の上げ下ろし用にダビットを設置 (「須磨」はデリックを使用) 、
建造途中でディンギー搭載が廃止され、伝馬船に変更された。
また倉庫の位置変更などが行われた。

### 公試成績
『帝国海軍機関史』には、151.1rpm、7,396馬力の数値がある。
『日本近世造船史』には7,396馬力、19.52ノットとある。

## 艦型の変遷
1904年 (明治37年) 1月7日付で無線電信器1組の装備が認許された。
1906年 (明治39年) 3月27日付でメイン・ヤードの撤去が認許された。

### 特定修理
1911年 (明治44年) に機関特定修理が呉海軍工廠で実施され、
ボイラー交換などの機関修理が行われた。
また同時に無線機と発電機関係で以下の工事が行われた。
- 四三式送受信機に交換[42]、
- 無線用に1.5kW交流発電機 (1,000Hz, 100V[43]) を装備[42]
- 100A発電機2台を (シーメンス式80V[44]) 400A発電機1台に換装[45]
- (シーメンス式80V[46]) 200A発電機用電圧調整器を新製し換装[45]

艤装は以下の改造がされた。
- 後部マストを全廃、前部マストは改造。艦から降ろした後部マストは海軍兵学校の練兵場に移され、信号教練や登檣教練に使用された[48]。
- 後部艦橋縮小。
- 26ftギグ2隻を廃止し、代わりに26ftカッターと27ft伝馬船を搭載。(その他の装載艇は24ft通船、小蒸気船、28ftカッター2隻、30ftピンネース。)
- 石炭庫増設
- ケッジアンカー (小錨) 撤去

兵装は艦後部に装備の47mm砲6門が撤去された。
この工事により排水量:2,847.0ロングトン (2,892.7 t)、吃水:前部14 ft 6 in (4.420 m)、後部17 ft 16 in (5.588 m)となる予定だった。

## 艦歴

### 計画
1891年（明治24年）の軍艦建造予算は否決され続けてきたが、これに対し明治天皇が自らの宮中費を節約する方針を述べた建艦詔勅を出しようやく議会を通過したことにより、富士型戦艦、明石、通報艦「宮古」の建造は開始された。

### 建造
1894年（明治27年）8月6日、横須賀鎮守府造船部で丙号巡洋艦として起工、
1895年（明治28年）5月27日
「明石」と命名される。
1897年（明治30年）10月21日、呉鎮守府所管となる。
11月8日 (午後3時10分) に進水。
進水式には東宮武官である公爵鷹司煕通が参列した。
1898年（明治31年）3月21日に日本海軍で類別等級が初めて制定され、「明石」は三等巡洋艦に類別された。
1899年（明治32年）3月7日より公試を行い、
25日に洲崎沖で大砲公試発射を施行、
29日に艤装工事完了、
30日に引き渡された (竣工)。
4月5日から6日に伊勢湾で魚形水雷公試発射を行った。

### 1900年
1900年（明治33年）
「明石」は春の大演習に参加、下瀬火薬を使った発射試験を行った。
4月30日、神戸沖で行われた大演習観艦式に供奉艦として参列。同年8月から11月にかけて、義和団の乱に対応するため大沽、芝罘方面に出動した。

### 1903年
1903年（明治36年）4月10日、神戸沖の大演習観艦式に参列。第二列に配置された。
4月11日、同型艦「須磨」と共に練習艦と定められ、少機関士候補生を乗せた2隻は5月7日に横須賀を出港。
福州、上海、芝罘、仁川、釜山、元山を経由して8月29日に横須賀に帰港した。
12月28日、常備艦隊が解隊され、戦艦を中心とする第一艦隊と巡洋艦が主体の第二艦隊が設置される。第一・第二艦隊で連合艦隊（司令長官：東郷平八郎海軍中将）を構成した。明石は第二艦隊（司令長官：上村彦之丞海軍中将、旗艦：装甲巡洋艦出雲）隷下の第四戦隊（防護巡洋艦《高千穂・浪速・須磨・明石》）に配属される。ただし新造防護巡洋艦対馬・新高の参加に伴い一時第三艦隊第六戦隊に回り、新高が第一艦隊第三戦隊に回った際に第四戦隊へ復帰している。

### 日露戦争
日露戦争に際しては、仁川沖海戦、旅順攻略作戦、黄海海戦、日本海海戦等に参加。1904年（明治37年）12月10日、遇岩南方（旅順近海）で触雷大破し修理を行っている。

### 1906年
1906年 (明治39年) 
3月14日「須磨」「明石」の2隻は任務を練習艦に指定され、
3月24日に海軍機関学校を卒業した海軍機関少尉候補生31名を
2隻に分乗させ、
4月5日に横浜港から練習航海へ出発した。
台湾、中国大陸沿岸、朝鮮半島南岸、日本海沿岸と巡り、
7月3日横須賀軍港に入港し、練習航海が終了した。

### 修理
8月29日に修理の着手が認許された。
翌1907年 (明治40年) 4月に修理公試運転が行われた。

### 1907年
1907年 (明治40年) 
4月25日付で「須磨」「明石」の2隻は機関少尉候補生の練習航海を行うよう命令された。
同日に候補生22名が横須賀で乗艦、
5月4日に横浜を出港し、練習航海が始まった。
国内の呉、
佐世保など西日本各地を巡り、
外地の基隆、馬公、
香港、
上海、
旅順、
大連、
仁川、釜山に寄港し、
内地の竹敷に帰国した。
以後舞鶴、
呉、
清水などに寄港、
8月23日に横須賀に帰港、練習航海は終了した。

### 1908年
1908年 (明治41年) 2月20日、演習として「千代田」を曳航していたところ、午後1時15分に左舷ボラードのヘッドが破壊され、跳ねたワイヤによって副長を含む7名が重軽傷、水兵1名が即死した。

### 1911年
1911年 (明治44年) に大修理を実施し9月に完了、
12月に修理公試の結果が報告された。

### 1912年
1912年（大正元年）8月28日、日本海軍は艦艇類別等級表を改訂する。明石は二等巡洋艦に等級変更された。

### 第一次世界大戦
第一次世界大戦では、1914年（大正3年）に青島攻略戦に参加、さらに南シナ海、インド洋での作戦に従事した。1917年（大正6年）2月7日に編成された第二特務艦隊所属となり地中海に派遣され、船団の護衛任務に当たる。軍艦「出雲」と第15駆逐隊が増援として到着すると、佐藤司令官は旗艦を「出雲」に移したため、明石は帰国の途に就いた。1920年（大正9年）、シベリア出兵に伴う尼港事件に対処するため第三艦沿海州警備に当たった。

### 海防艦
1921年（大正10年）9月1日、二等海防艦に類別変更される。
1928年（昭和3年）4月1日に除籍、
艦艇類別等級表からも削除された。

### 除籍後
同年7月6日に廃艦第2号と仮称。
1930年（昭和5年）8月3日、伊豆大島東南方で、追浜海軍航空隊による急降下爆撃の実艦標的とされ海没。相模湾での演習には谷口尚真軍令部長や岡田啓介海軍大将が立ち会い、連合艦隊の軍楽隊は海行かばを演奏した。

## 艦長
※『日本海軍史』第9巻・第10巻の「将官履歴」及び『官報』に基づく。階級は就任時のもの。
- （心得）中村静嘉 中佐：1899年6月17日 - 1899年9月29日
- 中村静嘉 大佐：1899年9月29日 - 1900年5月23日
- （心得）太田盛実 中佐：1900年5月23日 - 1900年9月25日
- 太田盛実 大佐：1900年9月25日 - 1901年2月18日
- 上原伸次郎 大佐：1901年4月1日 - 1902年3月22日
- 佐伯誾 中佐：1902年4月22日 - 1902年10月25日
- 宮地貞辰 中佐：1902年12月25日 - 1904年12月23日
- 宇敷甲子郎 大佐：不詳 - 1905年12月12日
- 外波内蔵吉 大佐：1905年12月29日 - 1906年10月12日
- 橋本又吉郎 大佐：1906年10月12日 - 1907年12月27日
- 田中盛秀 大佐：1907年12月27日 - 1908年9月1日
- 鈴木貫太郎 大佐：1908年9月1日 - 1909年10月1日
- 真田鶴松 中佐：1909年10月1日 - 1911年4月1日
- 奥田貞吉 中佐：1911年4月1日 - 1911年5月9日
- （兼）花房祐四郎 大佐：1911年5月9日 - 1911年5月22日
- 大島正毅 大佐：1911年5月22日 - 1911年12月1日
- 小山田仲之丞 大佐：1911年12月1日 - 1912年11月13日
- 斎藤半六 大佐：1912年11月13日 - 1913年12月1日
- 笠島新太郎 中佐：1913年12月1日 - 1914年1月24日
- 田代愛次郎 大佐：1914年1月24日 -
- 田口久盛 中佐：1914年12月1日 - 1915年9月25日
- 筑土次郎 中佐：1915年9月25日 - 1916年12月1日
- 三宅大太郎 中佐：1916年12月1日 - 1917年12月1日[97]
- 平岩元雄 大佐：1917年12月1日 - 1919年2月6日
- 福村篤男 大佐：1919年2月6日[98] - 1919年11月20日[99]
- 福与平三郎 大佐：1919年12月1日 - 1920年3月15日
- 天野六郎 大佐：1920年3月15日[100] - 1922年5月1日[101]
- 田岡勝太郎 大佐：1922年5月1日 - 1922年11月20日
- （心得）岩崎猛 中佐：1922年11月20日[102] - 1922年12月1日
- 岩崎猛 大佐：1922年12月1日[103] - 1923年2月15日[104]
- 本宿直次郎 大佐：1923年2月15日 - 1923年10月1日
- （心得）菊井信義 中佐：1923年10月1日 - 1923年12月1日
- 菊井信義 大佐：1923年12月1日 - 1924年12月1日
- （兼）福島貫三 大佐：1924年12月1日[105] - 1925年1月15日[106]

## 艦船符号

### 信号符字
- GQJN : 1898年4月15日[107] -